# 真如駅
座標: 北緯31度15分6秒 東経121度24分10秒 / 北緯31.25167度 東経121.40278度
真如駅（しんにょえき、しんじょえき、中文表記: 真如站）は中華人民共和国上海市普陀区真如鎮に位置する上海地下鉄11号線、14号線の駅。

## 概要
計画段階では、銅川路駅（铜川路站）と呼ばれていた。2021年12月30日に14号線が開業、本駅を経由し乗換駅となった。

## 駅構造
- 11号線：島式ホーム1面2線、相対式ホーム1面1線の地下駅。ホームドア設置。
- 14号線：島式ホーム1面2線。

### のりば
※全ての路線において案内上ののりば番号は設定されていない。
| 番線                    | 路線   | 行先                             | 備考 |
| ----------------------- | ------ | -------------------------------- | ---- |
| 11号線ホーム（地下2階） |        |                                  |      |
| 北方面                  | 11号線 | 上海西駅・嘉定北・花橋方面       |      |
| 南方面                  | 11号線 | 徐家匯・東方体育中心・迪士尼方面 |      |
| 14号線ホーム（地下3階） |        |                                  |      |
| 西方面                  | 14号線 | 封浜方面                         |      |
| 東方面                  | 14号線 | 桂橋路方面                       |      |

## 駅出口
- 1号出口 - 曹楊路東側、銅川路北
- 2号出口 - 曹楊路東側、北石路南
- 5号出口 - 曹楊路西側、北石路北
- 6号出口 - 曹楊路西側、銅川路南
- 7号出口 - 曹楊路西側、銅川路南

## 歴史
- 2009年12月31日 - 11号線開業。
- 2021年12月30日 - 14号線開業。

## バス路線
- 01路、106路、129路、724路、742路、830路、966路、319路、768路

## 隣の駅
上海地下鉄
 11号線
楓橋路駅 - 真如駅 - 上海西駅駅
 14号線
銅川路駅 - 真如駅 - 中寧路駅